# Templo Dorado
El Templo Dorado, conocido en la India como Harmandir Sahib, es un templo  ubicado en la localidad india de Amritsar, cerca de la frontera pakistaní (en el estado de Punjab). La mayoría de los sij lo visita por lo menos una vez en su vida, especialmente durante ocasiones especiales como alumbramiento, cumpleaños y matrimonio. 
La piscina artificial en el sitio del templo fue completada por el cuarto gurú sij, Guru Ram Das, en 1577. En 1604, Guru Arjan colocó una copia del Adi Granth en Harmandir Sahib. El Gurdwara fue reconstruido repetidamente por los sijs después de que se convirtió en un objetivo de su persecución y fue destruido en 1746 por el Imperio mogol y en 1762 y 1764 por el Imperio durrani. El Maharaja Ranjit Singh, después de fundar el Imperio Sikh en 1799, lo reconstruyó en mármol y cobre en 1809, y revistió el santuario con pan de oro en 1830. Esto ha llevado al nombre del Templo Dorado.
El Templo Dorado es espiritualmente el santuario más importante del sijismo. Se convirtió en un centro del Movimiento Singh Sabha entre 1883 y 1920, y el movimiento Punjabi Suba entre 1947 y 1966. A principios de la década de 1980, la Gurdwara se convirtió en un centro de conflicto entre el gobierno indio y un movimiento liderado por Jarnail Singh Bhindranwale. En 1984, la primera ministra Indira Gandhi envió al Ejército indio como parte de la Operación Blue Star, lo que provocó la muerte de más de 1000 soldados y civiles, además de causar mucho daño en la Gurdwara y la destrucción del Akal Takht. El complejo fue reconstruido nuevamente después de los daños de 1984.
El Templo Dorado es una casa de culto abierta para todas las personas, de todos los ámbitos de la vida y las religiones. Tiene una planta cuadrada con cuatro entradas y un camino de circunvalación alrededor de la piscina. Las cuatro entradas al gurudwara simbolizan la creencia sij en la igualdad y la visión sij de que todas las personas son bienvenidas a su lugar sagrado. El complejo es una colección de edificios alrededor del santuario y la piscina. Uno de ellos es Akal Takht, el principal centro de autoridad religiosa del sijismo. Los edificios adicionales incluyen una torre de reloj, las oficinas del Comité Gurdwara, un museo y un langar, una cocina gratuita administrada por la comunidad sij que ofrece una comida vegetariana a todos los visitantes sin discriminación. Más de 150 000 personas visitan el santuario sagrado todos los días para el culto. El 5 de enero de 2004 el «Sri Harimandir Sahib, Amritsar, Punjab» fue inscrito en la Lista Indicativa de la India —paso previo a ser declarado Patrimonio de la Humanidad—, en la categoría de bien cultural (n.º ref 1858).
En la parte norte del recinto los santuarios son conocidos como los 68 lugares sagrados desde que Arjan Dev, el quinto Maestro, expuso a sus devotos que una visita a este lugar equivalía a la peregrinación por los 68 lugares sagrados de la India.
El edificio principal alberga el Adi Granth, libro sagrado de los sijs, que es leído a lo largo del día mientras los peregrinos lo visitan. En todo el edificio resuenan  kirtans (cantos devocionales) con versos del Adi Granth. Al ponerse el sol, los cánticos cesan y comienza la ceremonia de traslado en palanquín del libro sagrado desde la habitación del templo hasta su propia estancia en otro edificio donde permanece hasta que a la mañana siguiente sale de nuevo para recibir a los peregrinos en el templo.

## Etimología
El Harmandir Sahib es conocido mayormente en el mundo occidental como templo Dorado o templo de Oro de Amritsar.
Su nombre tiene distintas variantes:
- ਹਰਿਮੰਦਰ ਸਾਹਿਬ o ਹਰਿਮੰਦਿਰ ਸਾਹਿਬ
- Hari Mandir ('Templo de Hari', siendo hari, ‘Dios’, y mandira, ‘templo’)
- Harimandar
- Harimandira Sahib
- Harimandir Sahib
- Darbar Sahib (Templo de Dios)

También se le llama el Durbār Sahib (ਦਰਬਾਰ ਸਾਹਿਬ), que significa "audiencia sagrada", así como el Templo Dorado por su centro sagrado cubierto de pan de oro. La palabra "Harmandir" se compone de dos palabras: "Hari", que los eruditos traducen como "Dios", y "mandir", que significa "casa". "Sahib" se agrega además al nombre del santuario, el término que se usa a menudo dentro de la tradición sij para denotar respeto por los lugares de importancia religiosa. La tradición sij tiene varios Gurdwaras llamados "Harmandir Sahib", como los de Kiratpur y Patna. De estos, el de Amritsar es el más venerado.

## Historia

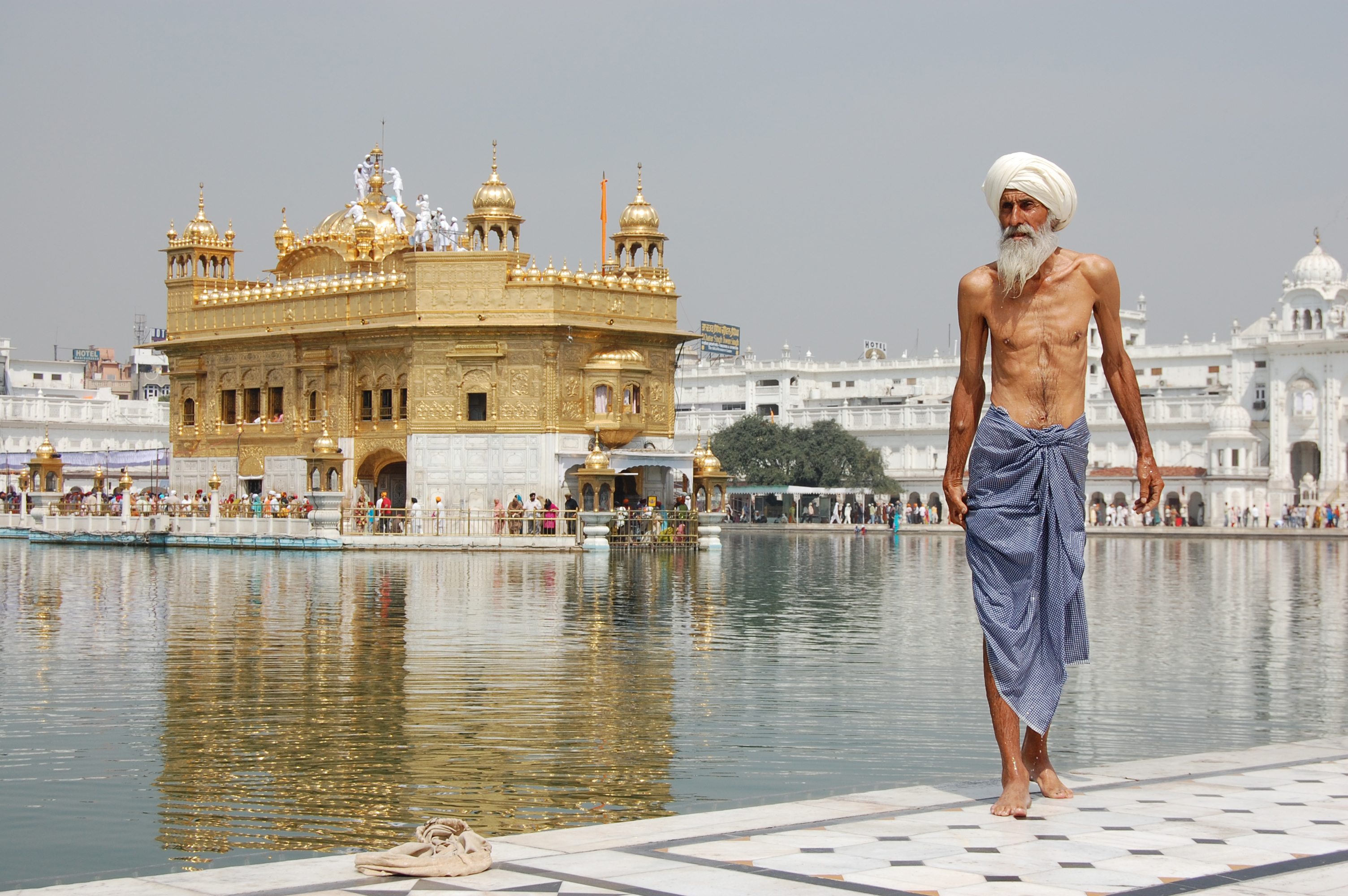
Peregrino delante del templo Dorado

En 1577 el Gurú Ram Das cavó un foso en el actual emplazamiento del templo, que actualmente es el lago artificial que lo rodea. Este lago se denomina «Amritsar», que significa 'piscina de néctar', y que actualmente da el nombre a la ciudad donde se encuentra. El levantamiento del templo se llevó a cabo entre el 1588 y el 1605, siendo el Gurú Arjan Dev quien inició y concluyó su construcción . El mismo año de la inauguración del recinto, se instaló en el altar del templo al Adi Granth, que es la escritura sagrada de los sijs, considerada por ellos como el actual gurú o guía espiritual. El primer Granthi o lector fue Bhuda Baba ji.
Su arquitectura  es una representación simbólica del pensamiento sij. Este templo tiene cuatro entradas, una a cada lado, que simbolizan la apertura de los sijs a todas las religiones, entre otros aspectos.
El templo está abierto a personas de cualquier religión, nacionalidad, sexo, color o raza. No existen restricciones para entrar, excepto la observancia de las normas de conducta más elementales como: cubrirse la cabeza, no usar zapatos, vestirse de manera modesta, ser respetuoso, sentarse en el suelo como muestra de respeto al Adi Granth (el libro sagrado del sijismo) y a Dios, no beber alcohol, no comer carne y no drogarse, entre otras.

## Mantenimiento del templo
El mantenimiento del templo se realiza exclusivamente por parte de voluntarios sijs. Los fondos para dicho mantenimiento también provienen de donaciones hechas por los sijs de todo el mundo.

## Operación Blue Star
En 1984, el líder sij Jarnail Singh Bhindranwale y sus seguidores se refugiaron en el templo durante su intentona independentista. Entonces la primera ministra Indira Gandhi ordenó la operación Bluestar (estrella azul) para arrestar a Bhindranwale y destruir sus fuerzas. Entre los días 3 y 6 de junio de 1984, el Ejército de la India asaltó el interior del Templo Dorado. La operación fue encabezada por el general Kaldip Singh Brar, de la 9.ª División de Infantería. Murieron muchos de los seguidores de Bhindranwale, algunos soldados del Gobierno y muchos visitantes religiosos a los que se les prohibió abandonar el templo una vez que comenzaron los intensos tiroteos. Un recuento oficial declaró que murieron 83 soldados y 492 civiles.
Muchos sijes consideraron el ataque como una profanación a su sitio más sagrado. Indira Gandhi fue asesinada por dos de sus guardaespaldas (ambos sijes) el 31 de octubre de 1984.

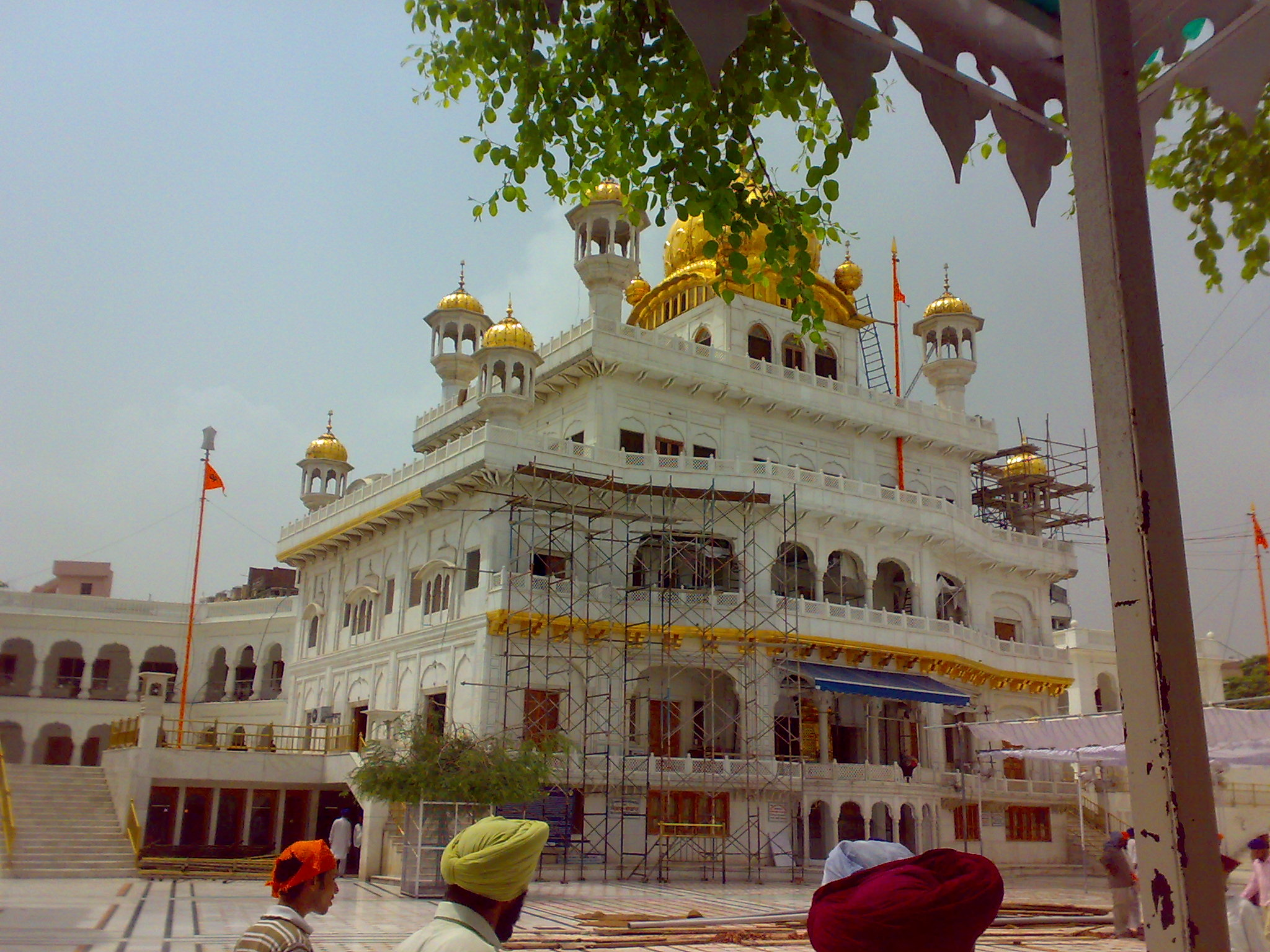
Akal Takht tal como se veía en 2008

En 1985, el gobierno federal indio de Rajiv Gandhi ordenó realizar reparaciones en el Templo sin consulta alguna a los sijs.
En 1986, los sijs eliminaron todas las reparaciones.
En 1999 se terminó un nuevo templo, con fondos y mano de obra aportado por los peregrinos.